# Xenothericles gibbosus
Xenothericles gibbosus är en insektsart som beskrevs av Marius Descamps 1977. Xenothericles gibbosus ingår i släktet Xenothericles och familjen Thericleidae. Inga underarter finns listade i Catalogue of Life.